# Przymus wpustkowy
Przymus wpustkowy – w brydżu to rozgrywka łącząca cechy przymusu i wpustki, często wymagająca bardzo dokładnego rozliczenia lub zgadnięcia układu rąk obrońców.  W przeciwieństwie do wielu innych odmian przymusów, przymus wpustkowy nie następuje po zagraniu przez rozgrywającego karty prowadzącej, ale w wyniku wpuszczenia obrońcy do jego ręki, po poprzedniej eliminacji bocznych kolorów.
| ♠    | AD   |   |    |
| ♥    | 2    |   |    |
| ♦    | -    |   |    |
| ♣    | 2    |   |    |
| NE S | NE S | ♠ | KW |
| NE S | NE S | ♥ | AK |
| NE S | NE S | ♦ | -  |
| NE S | NE S | ♣ | -  |
| ♠    | 32   |   |    |
| ♥    | 3    |   |    |
| ♦    | -    |   |    |
| ♣    | 7    |   |    |

Rozgrywający potrzebuje trzy lewy, gra siódemkę trefl zrzucając ze stołu kiera.  Jeżeli obrońca E wyrzuci na tę lewę waleta pik, to rozgrywający zagra pika do asa i weźmie lewę na damę pik; jeżeli E odrzuci figurę kier, to rozgrywający wpuści go do ręki pozostałą figurą kier i weźmie dwie ostatnie lewy na piki w stole.